# Centro de Comercio Internacional (Bogotá)
El Centro de Comercio Internacional  o la Torre Davivienda (antiguamente conocido como el Centro de Las Américas y como la Torre Bancafé) es un rascacielos situado en el Centro Internacional en el centro de Bogotá. Fue construido en los años 1970 y fue el edificio más alto de Colombia y también de América Latina hasta 1979. Está ubicado en la Calle 28 # 13 A - 15. 

## Historia
La firma Cuéllar Serrano Gómez y Cía. comenzó a diseñarlo en 1970. La construcción comenzó en 1974 y terminó en 1977, el mismo año que abrió sus puertas. Fue inaugurado con el nombre de Centro de las Américas y solo a mediados de los años 1980 adoptaría su nombre actual. 
Con sus 49 pisos, fue el edificio más alto de Colombia y el primer de ese país en ser el más alto de América Latina hasta 1979, cuando lo superó la Torre Colpatria. Hoy es el cuarto edificio más alto de Bogotá, solo superdo por el BD Bacatá, la torre norte de las Torres Atrio y la citada torre Colpatria. 
Actualmente alberga oficinas del Centro de Comercio Internacional, el Ministerio de Comercio, Industria y Turismo, Bancoldex, ProColombia (antes Proexport) y la Dirección Nacional de Derecho de Autor.
El Banco Davivienda adquirió los derechos que tenía Bancafé (antes Banco Cafetero) sobre el nombre superior del rascacielos.

## Arquitectura
La torre y su plataforma constituyen una extensión del Centro Internacional hacia el occidente de la carrera Trece. Lo componen el sótano dedicado a los estacionamientos, una plataforma, un bloque bajo y la torre propiamente dicha, que consta de 45 pisos. En la plataforma se encuentra el Centro de Convenciones Gonzalo Jiménez de Quesada.
Tiene una altura de 192 m y cuenta con 17 ascensores. Sus fachadas están definidas por ventanales continuos. Estos albergan grandes columnas de cemento armado, de las cuales las laterales forman las pantallas diagonales que le dan a la estructura su silueta. La torre se apoya sobre esas cuatro columnas y sobre un núcleo estructural central.

## Galería

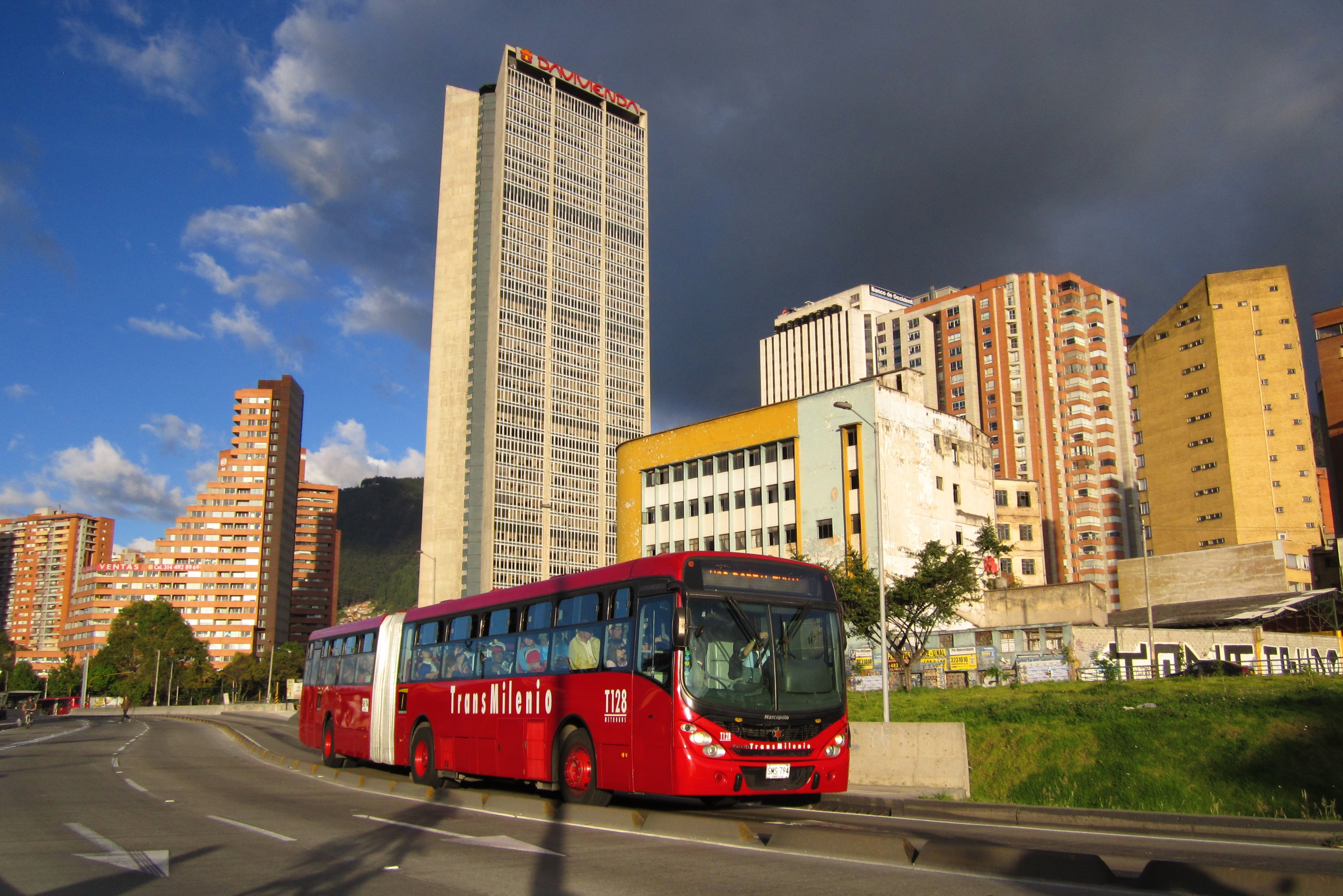
La torre desde la avenida Caracas con calle 26
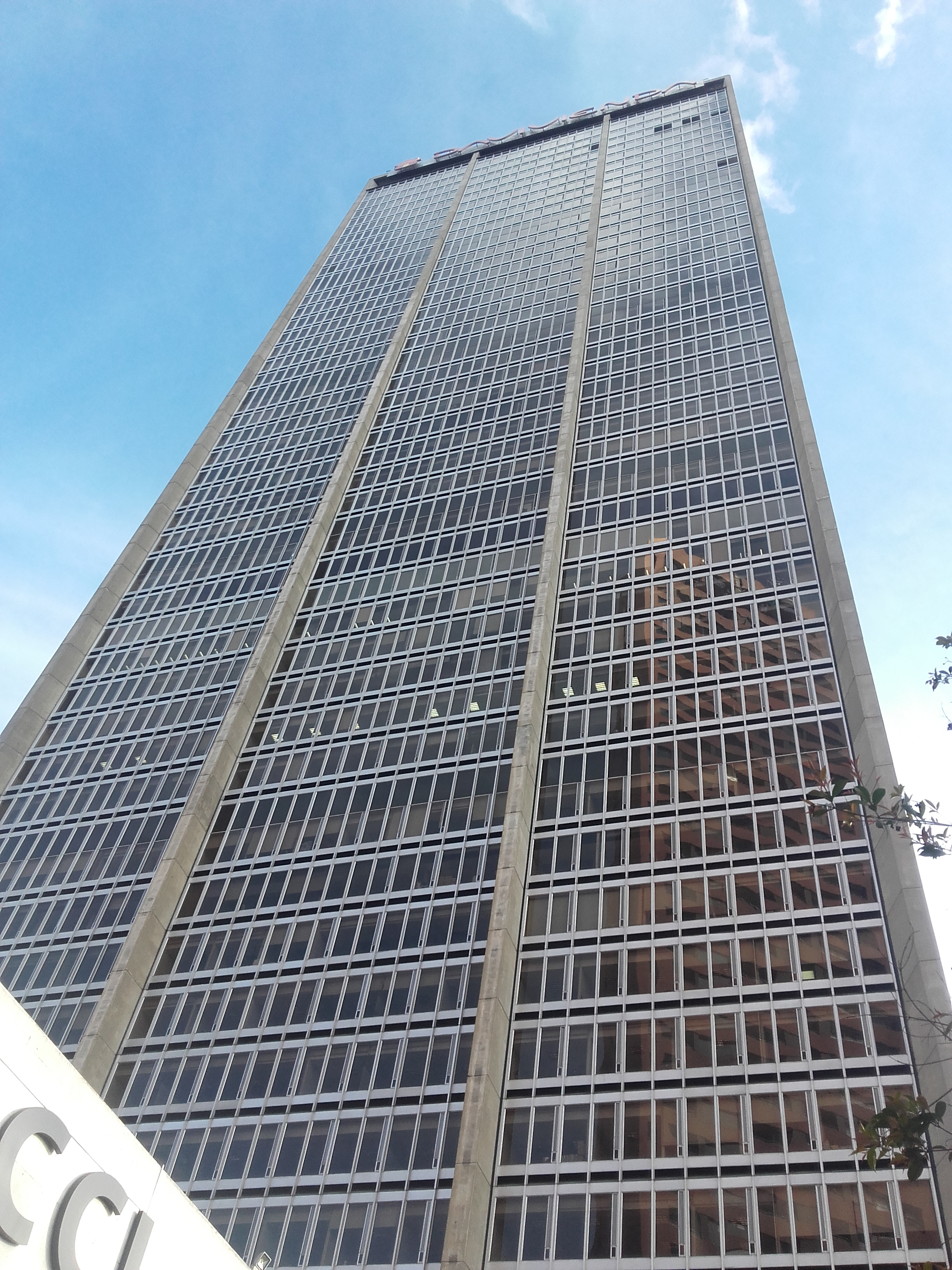
Fachada norte desde el nivel de la calle
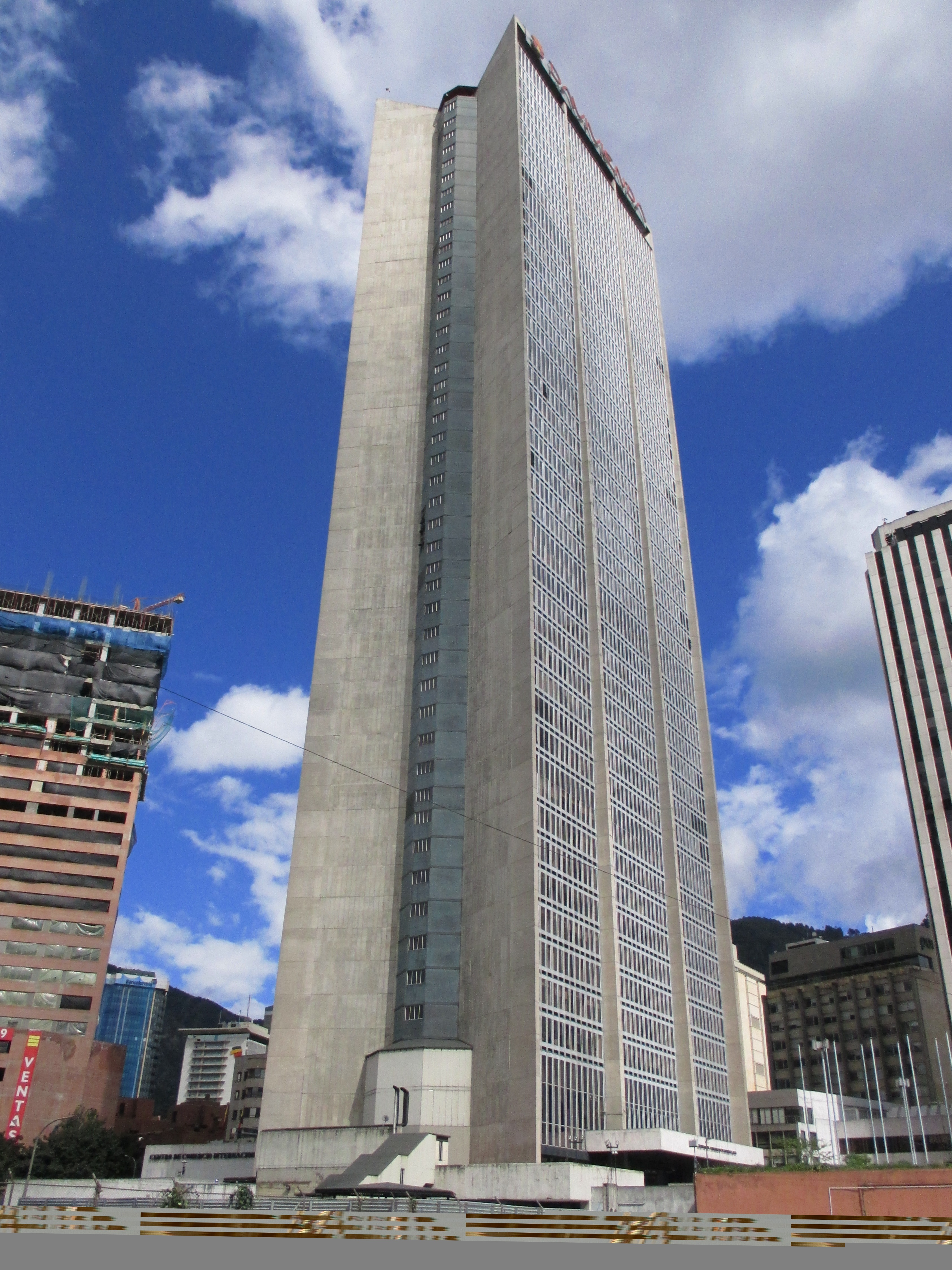
Vista general de la torre
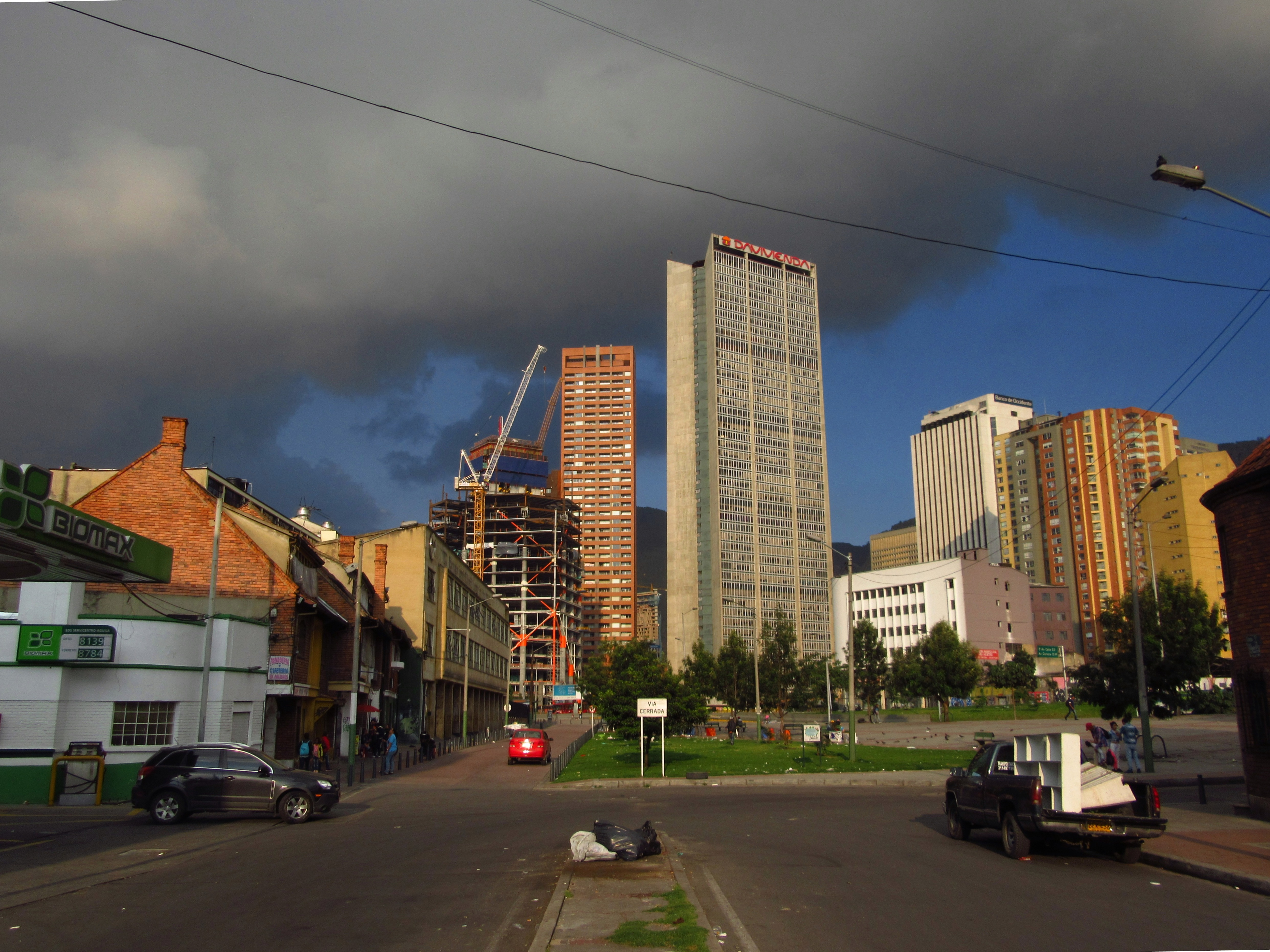
Fachada sur en el skyline de Bogotá
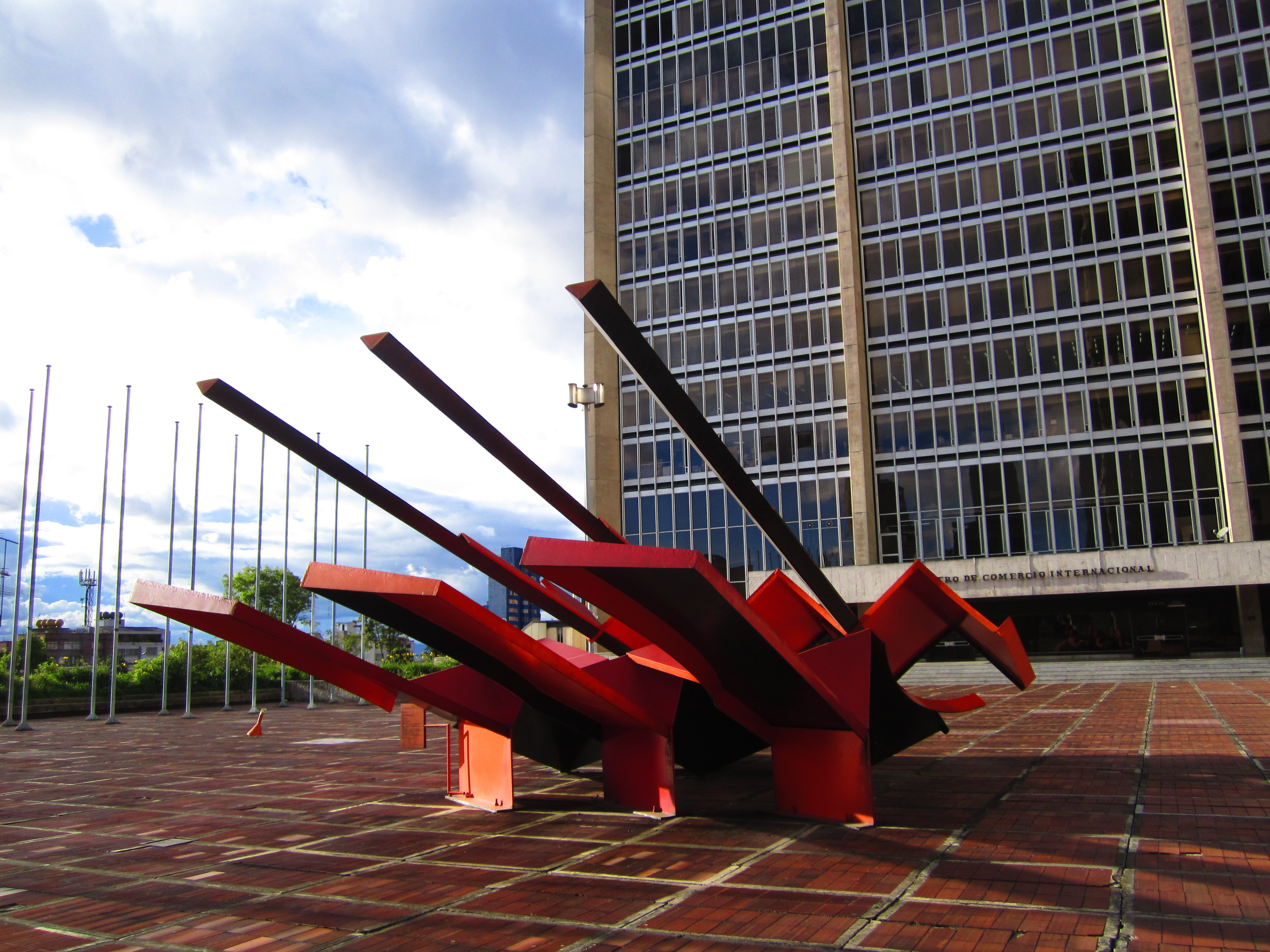
Fachada sur y escultura Nave espacial de Eduardo Ramírez Villamizar